# Servomecanisme
Un servomecanisme és un sistema format de parts mecàniques i electròniques que de vegades són usades en robots, amb part mòbil o fixa. Pot estar format també de parts pneumàtiques, hidràuliques i controlat amb precisió. Exemples: braç de robot, mecanisme de frens automotor, etc.
Ja des de la segona meitat del segle XIX les i els enginyers van inventar màquines capaces de regular la seva activitat per elles mateixes; anomenem servomecanismes a aquests sistemes. Es tracta de dispositius capaços de captar informació del medi i de modificar els seus estats en funció de les circumstàncies i regular la seva activitat de cara a la consecució d'una meta.
A partir de 1948 Wiener, el fundador de la cibernètica, va mostrar que les categories mecanicistes tradicionals, en particular, la causalitat lineal, no servien per a entendre el comportament d'aquests sistemes. Els servomecanismes mostren un comportament teleològic i una estructura causal circular, com en el cas del sistema format per un termòstat i una font de calor.
Un error típic és confondre un servomecanisme amb un servomotor, encara que les parts que formen un servomotor són mecanismes. En altres paraules, un servomotor és un motor especial al que s'hi ha afegit un sistema de control (targeta electrònica), un potenciòmetre i un conjunt d'engranatges que no permeten que el motor giri 360 graus sinó només aproximadament 180. Els servomotors són comunament usats en modelisme com avions, vaixells, helicòpters i trens per a controlar de manera eficaç els sistemes motors i els de direcció.